# Jan Oczapowski
Jan Chrzciciel Oczapowski (ur. 1800 w Pociejkach, zm. 7 marca 1871 w Warszawie) – polski lekarz, członek Towarzystwa Lekarskiego Warszawskiego (1825) i Towarzystwa Naukowego Krakowskiego (1848); twórca polskiej nazwy tlenu.

## Życiorys
Syn Mikołaja, proboszcza miejscowej greko-katolickiej parafii. Wieś należała do Radziwiłłów, uposażeniem probostwa były 4 włóki ziemi (72 ha), co wystarczało na skromne utrzymanie liczniejszej rodziny, z której poza Janem znamy jego braci Michała i Antoniego. Dobrze świadczy o ojcu fakt, że ich wysłał na studia do Wilna, gdzie Antoni ukończył chemię i wykładał jej elementy oraz technologię chemiczną w latach 1823–25 przy Jędrzeju Śniadeckim ma Uniwersytecie, a potem był zapewne nauczycielem szkół średnich. Ich bliskim krewnym był Ludwik, syn Antoniego, kapitan Wojska Polskiego w Królestwie Kongresowym w 1825 r. Jan studiował medycynę w Wilnie (uczeń Jędrzeja Śniadeckiego), doktoryzował się w 1824 r. na podstawie rozprawy De ascultatione mediali. Od 1826 r. był lekarzem wojskowym w Warszawie, od 1842 "lekarzem departamentów senatu", a następnie został ordynatorem w Szpitalu Ewangelickim. Wydał: Wiadomości o używaniu wód Buska i Wykład praktyczny chorób kołtunowych. Jest autorem polskiej nazwy pierwiastka "tlen" (od słowa "tlić"). Nazwę tę zaproponował przed rokiem 1851 i została ona zaakceptowana przez większość polskiego środowiska chemicznego w ciągu ok. 10 lat.
W 1824 Jan Oczapowski (w pracy doktorskiej) i Feliks Rymkiewicz przedstawili w Wilnie pierwsze polskie opracowania na temat zastosowania stetoskopu w diagnostyce chorób układu krążenia.
Był młodszym bratem Michała i Antoniego Oczapowskich.